# Двострука брзина преноса података
У рачунарству, рачунарска магистрала која ради двоструком брзином преноса сигнала (DDR) преноси податке и на растуће и на опадајуће ивице тактног сигнала. Ово је такође познато као double pumped, dual-pumped, and double transition. Појам преклопни модел се користи у контексту NAND флеш меморије.
Најједноставнији начин за дизајнирање електронског кола је да се изведе један трансфер по пуном циклусу (успон и пад) тактног сигнала. То, међутим, захтева да се тактни сигнал мења два пута по трансферу, а линије пподатака највисе једном по трансферу. При раду на високом пропусном опсегу, ограничења интегритета сигнала спутавају фреквенцију такта. Коришћењем оба краја такта, сигнали података раде истом ограниченом фреквенцијом, чиме се удвостручује брзина преноса података.
Ова техника се користила код микропроцесора чеоних магистрала, Ultra-3 SCSI, графички RAM (AGP магистрала и GDDR), главне меморије (и RDRAM и DDR1 кроз DDR4), и HyperTransport магистрала на AMD Athlon 64 процесорима. У новије време више се користи за друге системе са захтетвнијом брзином преноса података - нпр. за излазе аналогно-дигиталних конвертера (ADC).
Не би требало мешати DDR са двоструким каналом, у којем сваки меморијски канал приступа два RAM модула истовремено. Две технологије су независне једна од друге и многе матичне пллоче користе обе, тако што користе DDR меморију у двоканалној конфигурацији.
Алтернатива двоструком или четвороструком пумпању је прављење self-clocking везе. Ову тактику је изабрао InfiniBand и PCI Express.

## Однос између пропусног опсега и фреквенције
Описивање пропусног опсега "double-pumped" магистрале може изгледати збуњујуће. Сваки обод такта се назива откуцај, и има 2 откуцаја (један оптимистични и један песимистични) по циклусу. Технички, херц је јединица циклуса у секунди, али много људи ово сматра бројем трансфера у секунди. Пажљива употреба углавном говори о "500 Mhz - двострукој брзини преноса“ или "1000 MT/s, али многи га неформално сматрају и "1000 MHz магистралом“, iako nema bržih signala od 500 MHz.
DDR SDRAM је популаризовао технику позивајући се на магистрални пропусни опсег у мегабајтима по секунди, производ брзине трансфера и ширине магистрале у бајтовима. DDR SDRAM који ради са 100 MHz тактом се зове DDR-200 (након 200 MT/s преноса података), и 64 бита (8 бајтова) широке DIMM меморије која ради том брзином преноса назива се PC-1600, након сто је 1600 MB/s био (теоретски) пропусни опсег. Исто тако се такт DDR3-1600 од 800 MHz зове PC3-12800.
Неки примери популарних ознака DDR модула:
| Names                | Frequency | Transfer Rate | Theoretical Bandwidth |
| -------------------- | --------- | ------------- | --------------------- |
| DDR-200, PC-1600     | 100 MHz   | 200 MT/s      | 1.6 GB/s              |
| DDR2-800, PC2-6400   | 400 MHz   | 800 MT/s      | 6.4 GB/s              |
| DDR3-1600, PC3-12800 | 800 MHz   | 1600 MT/s     | 12.8 GB/s             |
| DDR4-3200, PC4-25600 | 1600 MHz  | 3200 MT/s     | 25.6 GB/s             |

Имати на уму да DDR SDRAM користи искључиво сигнализацију двоструке брзине преноса података на линијама података. Адреса и контролни сигнали се и даље шаљу на DRAM једном у току осцилаторног циклуса (прецизније, на растући обод осцилатора), и параметри мерења времена као сто су CAS кашњење који су наведени у осцилаторном циклусу. (Неки мање уобичајени DRAM интерфејси, посебно LPDDR2, GDDR5 и XDR DRAM, шаљу наредбе и адресе користећи двоструку брзину преноса података).